# 에스타디 요한 크라위프
에스타디 요한 크라위프(카탈루냐어: Estadi Johan Cruyff는 스페인 카탈루냐주의 바르셀로나주 산 조안 데스피에 위치한 축구 경기장이다. UEFA 분류 3 경기장이며 6,000명을 수용할 수 있다.
FC 바르셀로나의 에스파이 바르샤(Espai Barça) 프로젝트의 일부로서 미니 에스타디를 대체하여 2019년 8월 27일에 개장하였다.

## 역사
에스타디 요한 크라위프는 2017년 9월 14일에 건설을 시작해서 2019년 여름에 완공했다. 2019년 8월 27일에 개장하면서 바르셀로나와 아약스 U-19가 개장 기념 친선 경기를 가졌으며 이 경기에서 아약스가 2–0으로 승리하였다. 경기장이 공식적으로 대중에게 공개되기 하루전인 8월 26일에는 바르셀로나가 캄 노우에서 요한 크라위프을 기리는 동상을 공개하였다.
가장 많은 관중이 입장했던 경기는 2019년 9월 7일에 FC 바르셀로나 페메니가 CD 타콘과 가졌던 2019-20 시즌 프리메라 디비시온 페메니나 리그 경기였다. CD 타콘은 1997년부터 계속해서 레알 마드리드 CF에 여자 축구팀을 만들어 달라는 요구를 구단측에서 계속 거절하자 이에 장차 미래에 레알 마드리드 산하의 여자 축구팀으로 만들기 위해 2004년에 창단했던 축구팀으로 이미 해당 경기가 열리기 2개월 전에 레알 마드리드 보드진과의 구단 인수 협상이 진행 중이여서 여자 축구계의 엘 클라시코로 여겨지며 큰 화제를 모았고, 에스타디 요한 크라위프가 개장하고 열린 첫 리그 경기였기 때문에 많은 관중이 입장했다. 이 경기에서 FC 바르셀로나 페메니는 타콘에게 9-1로 승리했다.